# Race Driver: Grid
Race Driver: GRID — компьютерная игра, разработанная компанией Codemasters и выпущенная на персональном компьютере, мобильных телефонах и игровых консолях PlayStation 3, Xbox 360, Аркадном Автомате и Nintendo DS в 2008 году. Версия для Nintendo DS разработана компанией Firebrand Games, а издателем на Аркадном Автомате является Sega. Издателем игры на территории России и стран СНГ выступила компания Новый Диск. Сиквелом игры является Grid 2.

## Разработка
Игра работает на игровом движке EGO, модифицированной версии технологии «Neon», на которой построена предыдущая игра студии Codemasters — Colin McRae: DiRT 2007 года. Система повреждений была полностью переписана.
Демоверсия для игровых консолей была опубликована 8 мая 2008 года в сервисах PlayStation Store и Xbox Live Marketplace. Спустя день состоялся релиз и версии для персонального компьютера (с использованием системы защиты от копирования Securom). В демоверсию включены два режима игры: круговая гонка и дрифтинг. Три автомобиля (Ford Mustang GT-R, Nissan S15 Silvia и BMW 320si). Имеется многопользовательский режим позволяющий играть одновременно 12 игрокам. Демоверсию на трех основных платформах загрузило более миллиона человек.

### Версия для Nintendo DS
Специальную версию игры, предназначенную для игровой приставки Nintendo DS разработала студия Firebrand Games, создавшая игру Race Driver: Create and Race. Данная версия игры содержит 20 игровых трасс и 25 автомобилей. В игру также включена обновленная версия редактора уровней «Track Designer» из Race Driver: Create and Race, позволяющая игрокам создавать свои собственные круговые и придорожные трассы. Игра была выпущена в августе 2008 года.

### Версия для мобильных телефонов
Данную игру сделала китайская компания Spiced Bits, издана была Glu Mobile в 2008 году. Игра включала в себя 6 автомобилей и 25 трасс в Японии, Европе и Америке; были представлены два режима — карьера и быстрая гонка. Проект положительно принят некоторыми критиками: Pocket Gamer оценили игру в 3 с половиной звезды.

## Отзывы
| Сводный рейтинг    | Сводный рейтинг                                              |
| Агрегатор          | Оценка                                                       |
| ------------------ | ------------------------------------------------------------ |
| GameRankings       | 87,87 % (ПК) 86,54 % (X360) 86,47 % (PS3) 82,55 % (DS)       |
| Metacritic         | 87 % (Windows) 87 % (Xbox 360) 87 % (PS3) 79 % (Nintendo DS) |
| Иноязычные издания |                                                              |
| Издание            | Оценка                                                       |
| 1UP.com            | B (PC, Xbox 360, PS3) C- (Nintendo DS)                       |
| Edge               | 9/10                                                         |
| GamePro            | 4/5                                                          |
| GameSpot           | 8/10 (Xbox 360, PS3) 8,5/10 (Nintendo DS)                    |
| GameSpy            | 4/5                                                          |
| IGN                | 8,7/10 (PC, Xbox 360, PS3) 8,3/10 (Nintendo DS)              |

Race Driver: GRID получила преимущественно положительные отзывы.
Игра получила премию BAFTA в области игр 2009 года в номинации Sports.
Игра победила в номинации «Рейсинг года» (2008) журнала Игромания.